# Cannero Riviera
Cannero Riviera (uitspraak Cán-ne-ro) is een gemeente in de Italiaanse provincie Verbano-Cusio-Ossola (regio Piëmont) en telt 1077 inwoners (31-12-2004). De oppervlakte bedraagt 14,5 km², de bevolkingsdichtheid is 74 inwoners per km².

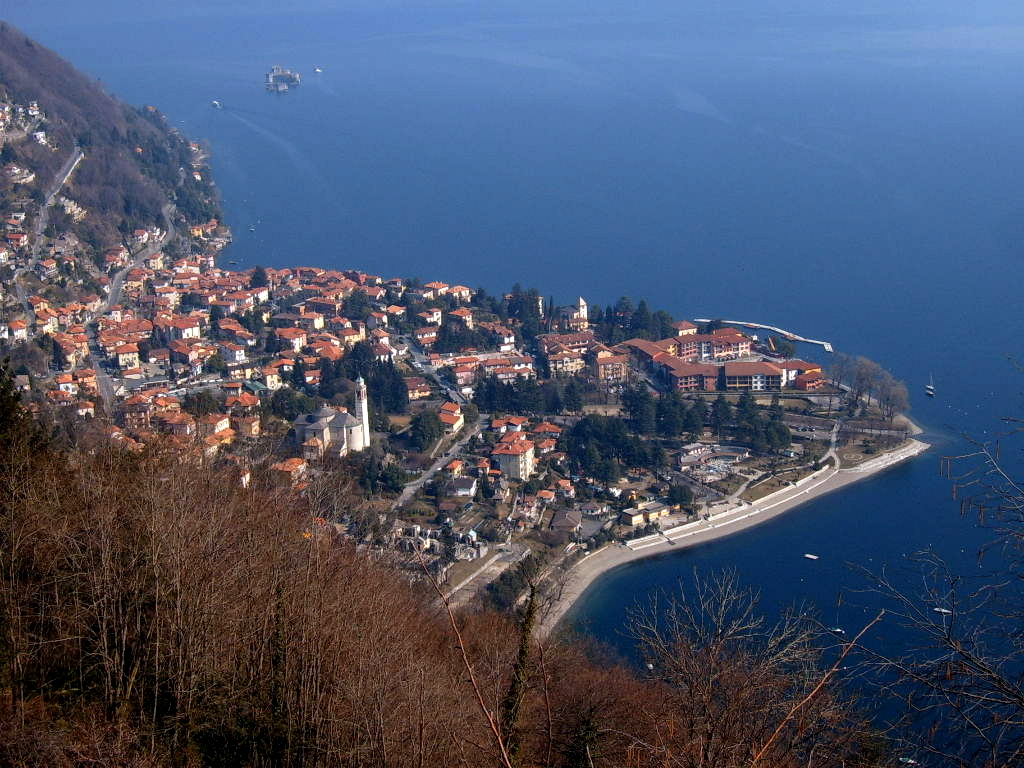
Cannero Riviera gezien vanuit Oggiogno

## Demografie
Cannero Riviera telt ongeveer 499 huishoudens. Het aantal inwoners daalde in de periode 1991-2001 met 13,9% volgens cijfers uit de tienjaarlijkse volkstellingen van ISTAT.
| Jaar | Inwoneraantal |
| ---- | ------------- |
| 1991 | 1220          |
| 2001 | 1050          |

## Geografie
Cannero Riviera grenst aan de volgende gemeenten: Aurano, Brezzo di Bedero (VA), Cannobio, Germignaga (VA), Luino (VA), Oggebbio, Trarego Viggiona.